# Кучино (свалка)
Полигон ТБО «Кучино» — полигон ТБО в городском округе Балашиха (Московская область), закрытый 23 июня 2017 года.

## История
Полигон «Кучино» появился в 1964 году (по другой информации — в 1971) на месте отработанного глиняного карьера. К моменту закрытия (к 2017 году) его высота достигала 80 м (местами). В год полигон принимал до 600 тыс. т отходов из Москвы и разных районов Подмосковья. Общая площадь свалки составляла 54 га, однако она расползлась и на прилегающие территории. Так, во время экологических рейдов фиксировались стихийные свалки с северо-восточной части полигона, частично мусор сбрасывался в пойму реки Пехорка.

## Решение о закрытии полигона
В ходе «Прямой линии» к президенту России обратились жители Балашихи с жалобой на невыносимые условия жизни рядом с полигоном "Кучино". Жительница Балашихи Е.Г. Михайленко сообщила главе государства, что "на теле полигона происходят ежедневные возгорания, невозможно дышать, постоянно выброс происходит газов: метилмеркаптан, диоксид серы. Всё это преобразуется в сероводород, этим всем мы дышим. Рвота, тошнота – постоянно. Это просто невыносимо. Мы обращались во многие инстанции, на разных уровнях. Нам приходят какие‑то отписки, это всё документально подтверждено. Мы не знаем, что нам делать. Это проблема не только наша, это проблема вообще всей страны. Что нам делать в этой ситуации, мы не знаем. Обращение к Вам – это последняя надежда на всё".
Президент России Владимир Путин обратил внимание на то, что многоквартирные дома на ул. Речной построены в опасной близости со свалкой: "Посмотрел сейчас эту свалку. Как ведущий сказал, она складывалась 50 лет. Кстати говоря, я смотрю, на фоне… Вы стоите на фоне дома: ему явно не 50 лет. Вот, значит, но ведь кто‑то принял решение строить здесь дома, рядом с этой свалкой, которая складывалась 50 лет! Тоже надо вспомнить, наверное, «добрым словом», в кавычках, тех людей, которые принимали решение о строительстве в этом месте. Ну, 50 лет складывалось!!! ... Из федерального бюджета выделено 5 миллиардов рублей – это достаточно приличные деньги – на решение текущих, наиболее острых вопросов. И у Вас, безусловно, один из таких наиболее острых текущих вопросов. Значит, я попрошу и губернатора, и Правительство Российской Федерации использовать эти ресурсы для того, чтобы заняться наиболее острыми, такими как Ваш вопрос. И надеюсь, что это будет сделано... Но, а что касается Балашихи, то позанимаемся отдельно! Постараемся это сделать. Я прекрасно понимаю и вижу, вижу сейчас прямо остроту этой проблемы! Она складывалась десятилетиями. Попробуем сделать это как можно быстрее".
Через час после прямой линии на полигон прибыл губернатор Московской области Андрей Воробьев, который сообщил журналистам, что полигон «Кучино» будет закрыт в 2019 году. Однако активисты, боровшиеся со свалкой и участвовавшие в прямой линии, были категорически не согласны с таким промедлением. Решение губернатора не спешить с закрытием свалки вызвало тяжелое разочарование как жителей, так и городских общественников, которых слова Путина на прямой линии обнадежили.
На совещании президента с членами правительства 22 июня 2017 Владимир Путин велел министру природных ресурсов РФ Сергею Донскому подготовить все необходимые документы для закрытия полигона «Кучино» в течение месяца. Средства на эти цели предполагалось выделить из резервного или президентского фондов. Путин раскритиковал промедление с закрытием полигона

Я вот — как представитель тех людей, которые задавали вопросы мне, как жить в таких условиях. Вы вот мне как представителю этих людей, которые живут рядом с этой помойкой, скажите, когда будет закрыта эта свалка, которая жить не даёт им и их детям? … Значит, послушайте меня, и чтобы Воробьёв меня услышал. В течение месяца закрыть эту свалку. Документы, которые должны быть подготовлены (я не хочу заниматься здесь вещами, которые невозможны к исполнению), должны быть подготовлены в самые короткие сроки. Имею в виду эту экспертизу, геологию, состав этого мусора и так далее. Я не знаю, за какое время, самое короткое, можно сделать, но через месяц я спрошу, что сделано! И с Вас, и с Воробьёва. Третье. Вы сказали, что он [Воробьёв] должен написать заявку на то, чтобы получить соответствующие средства на это. Считайте, что он написал! К концу дня она точно будет, эта заявка! И у нас есть 5,4 миллиарда, которые мы выделили из федерального бюджета на эти цели, ещё полтора миллиарда уже собрали в качестве экологических сборов, это уже почти 7 миллиардов рублей. Поэтому используйте эти деньги. Если нужно, попросим Минфин, или можно даже из резервного фонда Правительства, из моего резервного фонда выделить какие-то деньги, они у нас есть там, и профинансировать начало работы. И самым оперативным образом нужно решить вопрос о том, где отходы будут складироваться: где-то в другом месте, вдали от мест постоянного проживания людей.

В тот же день Андрей Воробьёв заявил, что полигон прекратит свою работу с 23 июня 2017 года.
Официально полигон закрыт решением Комиссии по предупреждению и ликвидации ЧС и ОПБ городского округа Балашиха от 22.06.2017 г. Подпись под решением поставил руководитель комиссии — действующий глава Балашихи Евгений Жирков. Это было его последнее решение как главы города.
Поскольку именно Евгений Жирков еще как глава Железнодорожного выдал строительной компании «Мортон» разрешение на строительство жилых комплексов «Южное Кучино» и «Южное Кучино — 2», расположенных на ул. Речная вблизи полигона, то после решительной критики со стороны президента данного решения, глава Балашихи добровольно ушел в отставку.
Ранним утром 23 июня 2017 года полиция стала разворачивать мусоровозы, идущие на «Кучино», на другие свалки (в первые дни преимущественно «Тимохово» и «Торбеево», потом потоки были перераспределены между разными подмосковными свалками). Возле полигона появились информационные щиты «Полигон ТБО Кучино закрыт». Въезд на тело полигона был перекрыт плитами и забором, на первые месяцы для предотвращения любых попыток завоза мусора на полигон был установлен тройной кордон охраны.

## Криминальные схемы работы полигона
По публикуемой в СМИ информации, с закрытием Кучинского полигона была разрушена давно действующая схема по отмыву полученных преступным путем доходов от криминального бизнеса.
Свалкой управляла компания «Заготовитель», принадлежащая в основном офшору «Карстат Юниверсал Лтд» (96,77 %), зарегистрированному на Сейшельских островах. В разные годы «Заготовитель» менял структуру и владельцев. По данным открытых источников, за всеми офшорами стоит Александр Соломатин, тесно связанный с Валерием Смирновым (Ясным) и Балашихинской ОПГ. Закрытие полигона позволило пресечь действие множества схем по легализации доходов, полученных криминальным путем. Одновременно получил оценку экологический ущерб.
Доказанный объем экологического ущерба от нарушений при эксплуатации свалки ЗАО «Заготовитель»: 2,2 млрд рублей по данным СКР (по другим данным, 6,2 млрд рублей). Эксплуатация свалки вплоть до закрытия велась с вопиющими нарушениями (ежедневно сотни и тысячи кубов фильтрата попадали в Пехорку, полноценной пересыпки и формирования откосов не было, полигон был перегружен, весовой контроль отсутствовал, свалочный газ в огромном количестве отравлял воздух, мусор расползался далеко за пределы свалки и т. д.). По данному факту было возбуждено уголовное дело, фигурантами которого стали два рядовых сотрудника ЗАО «Заготовитель», которое так и не получило ходу.

## Разработка проекта рекультивации
Проект рекультивации полигона «Кучино» был разработан специализированной проектной организацией: ЗАО «Спецгеоэкология», генеральный директор Трушин Борис Васильевич. Работы осуществлены в рамках государственного контракта № 1747-РП от 27.09.2017 г. между Министерством экологии и природопользования Московской области и Закрытом акционерном обществом «Спецгеоэкология». «Проект рекультивации полигона ТБО „Кучино“ на территории городского округа Балашиха Московской области» получил положительные заключения государственной экологической экспертизы, утвержденные Распоряжениями Министерства экологии и природопользования Московской области от 15.12.2017 № 826-РМ и от 07.05.2019 № 294, и положительное заключение Московской областной государственной экспертизы № 50-1-1-3-1166-19 от 14.10.2019 г.

## Проведение рекультивации
Генеральный подрядчик выполнения работ по рекультивации: ООО «ЭКОКОМ» (австрийская инженерная компания), генеральный директор Оливер Кайзер. Генеральный подрядчик был определен Распоряжением Правительства Российской Федерации от 24 марта 2018 г. № 494-р. Работы ведутся в рамках государственного контракта от 07.05.2018 № 1921-РП.

## Перспективы. Создание парка на месте бывшего полигона
Губернатор Московской области Андрей Юрьевич Воробьев в ежегодном послании 14 февраля 2018 года поставил задачу: в течение пяти лет сделать на месте полигона «Кучино» — один из лучших парков Подмосковья: «На месте свалки Кучино мы хотим сделать дорожки, санную трассу. Сегодня в это с трудом верится, но я думаю, что в течение 5 лет мы обязательно наведем там порядок и сделаем не просто рекультивацию, мы сделаем там реально один из лучших парков Подмосковья. Закрыть свалку непросто, но мы научились это делать. А дальше идет рекультивация — огромная, затратная работа, чтобы эта свалка радовала глаз. После рекультивации, после архитектурных, дизайнерских решений мы выходим на такие решения, которые позволят там отдыхать». А. Ю. Воробьев. Ежегодное послание (2018)
В 2017—2018 году Администрация городского округа Балашиха разработала концепцию создания парка вдоль всей Пехорки, в который войдет и рекультивированный полигон «Кучино». Концепция затронет территорию протяженностью более 22 километров площадью около 950 гектаров. Пешеходными и велосипедными маршруты свяжут северные и южные окраины города, для более удобного доступа жителей к рекреационным зонам.